# あずまんがドンジャラ大王
『あずまんがドンジャラ大王』（あずまんがドンジャラだいおう）は、2002年4月18日にバンダイから発売されたプレイステーション用テーブルゲームである。

## 作品解説
漫画『あずまんが大王』を原作とするドンジャラ・ゲーム。原作者のあずまきよひこが総監修に就いている。
発売元はバンダイ、開発元はガンバリオン。

### ストーリーモード
使用するキャラクター1人を選んでドンジャラ大会に参加する。それぞれのキャラクターに応じた物語が展開される。1キャラ当たり5戦。物語は原作やアニメ版とは異なる独自のもの。
- ストーリーはある日突然、教室でゆかり先生からドンジャラ大会が唐突に提案されるという話。どういう経緯なのかは不明だがなぜかバンダイがスポンサーとなっているらしい。
- 榊さんは開催直後の時点でドンジャラが何であるかすら知らなかったが、なぜか参加表明している。ルールは「すぐ覚えた」らしい。智と対戦時に嘘のルールを教えられそうになるが、すぐに看破している。

### フリー対戦モード
対戦相手となるキャラクターも選ぶことが可能。

### ギャラリーモード
キャラクターごとに用意されたイラストを鑑賞する。イラストはストーリーやフリー対戦で手に入る。

### 概要、ルール
- 2人打ちで持ち点は300点。相手一人につき5回戦。相手をマイナスにするとその場で勝ちとなる。
- ポリゴンで描かれた二頭身のミニキャラが、捨て牌やリーチを行う。捨て牌の速さもキャラごとに違う。
- 役は全部で16種類。殆どが作品に関係している。例として智、大阪、神楽を揃えると「ボンクラーズ」という役になり、得点は103点など。（後述）
- キャラごとに特殊技「ずるっこ技」が使える。得点を消費して技を使い、上がるとボーナスなどが付く。
- リーチは役にはならない。

### 代表的な上がり手
- 全員集合A：同じ番号で全員の牌を1枚ずつ集める[2]。(280)
- 全員集合B：全員の牌を1枚ずつ集める。(30)
- 恐怖のドライブ：ゆかり、ちよ、大阪を各3枚ずつ集める。(150)
- ラジオ体操：にゃも、榊、ちよを各3枚ずつ集める。(130)
- 成績優秀：よみ、榊、ちよを各3枚ずつ集める。(120)
- ボンクラーズ：智、大阪、神楽を各3枚ずつ集める。他の役は全て10点単位だが、この役のみ原作に準じて103点。(103)
- 先生：にゃも、ゆかりを各3枚ずつ集める。(40)
- なまこ：よみ、大阪を各3枚ずつ集める。(40)
- 水泳部：にゃも、神楽を各3枚ずつ集める。(40)
- 幼馴染：智、よみを各3枚ずつ集める。(40)
- 木村ごのみ：かおりん、神楽を各3枚ずつ集める。(30)
- フォークダンス：榊、かおりんを各3枚ずつ集める。(30)
- スポーツ万能：榊、神楽を各3枚ずつ集める。(30)
- 大王：9個の牌がすべて同じキャラ。(300)
- ダブル：6個の牌がすべて同じキャラ。(70)
- おんなじいろ：9個の牌の色がすべて同じ。(40)[2]

上記からも分かるとおり、「榊」と「神楽」が絡む役が若干多く、優先して集めると(点数)が高くなる事が多い。また、点数の大きな役を狙うには「ちよ」が必須となる。

## 関連ゲーム用語
ドンジャラ
麻雀風の絵合わせゲーム。会社によってはポンジャンという商品名も。
ずるっこ技
いかさま(特殊技)のこと。使うかは選択が可能。使った場合は点数を消費する。

| キャラクター | 消費点数 | ずるっこ技                                                                   |
| ------------ | -------- | ---------------------------------------------------------------------------- |
| 美浜ちよ     | 30点消費 | お父さん牌が手牌にある時にドンジャラで上がると、役の得点に100点がプラス。    |
| 榊さん       | 40点消費 | 開始時、お父さん牌を持っていない時のみ有効な技。お父さん牌を必ず引く技。     |
| 水原暦       | 20点消費 | リーチをかけた後、牌を引く都度に10点がプラスされる技。(上がらないと効果なし) |
| 滝野智       | 20点消費 | リーチをかけた後に上がり牌を引く確率が高くなる技。(引かないこともある)       |
| 春日歩       | 50点消費 | ドンジャラすると役の得点に100点プラス。ドンジャラされると50点マイナス。      |
| 神楽         | 20点消費 | 水泳部 の役でドンジャラすると、50点が得点にプラスされる技。                  |

## 登場人物
カッコ内は声優。声優陣はお父さん以外全てTVアニメ版に準拠している。
メインキャラ
最初から使用可能。
- 美浜ちよ（金田朋子）

10歳の時に高校に編入した天才少女。運動と早口言葉は苦手。料理も得意な12歳。
- 榊さん（浅川悠）

長身でスポーツ万能、勉強もできる優等生。クールな性格で犬や猫など可愛いものを好む。
- 滝野智（樋口智恵子）

自称「スーパー大暴走少女」負けず嫌いな性格。
- 春日歩<大阪>（松岡由貴）

大阪からの転校生。
- 水原暦<よみ>（田中理恵）

ちよ、榊さんと並ぶ成績優秀なメガネッ娘。ともとは幼馴染でツッコミ役的な存在。体重を気にしている。
- 神楽（桑島法子）

榊さんのライバルでスポーツ万能。しかし春日歩、ともと並び勉強の成績は悪く「ボンクラーズ」の称号を持つ。
サブキャラ
プレイヤーが選択したキャラ以外のメインキャラ全員を破ると登場し、勝つとストーリーモードクリアとなり、次回プレイ時に使用できる。
- かおりん（野川さくら）- 大阪と対戦

担任の木村先生の推薦でクラス委員長をしている。
- 谷崎ゆかり（平松晶子）- 智と対戦

黒沢先生の親友の英語教師。負けず嫌いな性格だが寝起きが悪い。
- 黒沢みなも（久川綾）- よみと対戦

体育教師でゆかり先生の親友。面倒見がよく、生徒に人気がある。
- 木村（石井康嗣）- 神楽と対戦

かおりんのクラス担任。古文教師。
- 忠吉さん - ちよと対戦

美浜ちよが飼っているフランス生まれのおとなしい大型犬。ちよを乗せて歩くことができる。
- お父さん<ちよ父>（TVアニメ版での担当は若本規夫だが、ゲーム中では喋ることはない） - 榊さんと対戦

榊さんの夢に出てくる。人の悩みを聞くのが好きで、感情によって身体の色が変化する。

## そのほか
予約特典として原作者描き下ろしのポスター、初回特典としてゲーム中で使用しているものと同じドンジャラ牌のうち1個が付いた。